# Łącznik zerowy
Łącznik zerowy (ang. null copula lub zero copula) – zjawisko językowe, w którym podmiot połączony jest z orzeczeniem bez jawnego zaznaczenia tej relacji (tak jak np. poprzez użycie łącznika „być” w języku polskim). Innymi słowy, jest to pominięcie czasownika w orzeczeniu imiennym będącym w związku zgody z podmiotem.
Łącznik zerowy występuje na przykład w języku rosyjskim w czasie teraźniejszym.
Przykładowe zdania z pominiętym łącznikiem w języku rosyjskim (łącznik zerowy oznaczony jest znakiem „Ø”):
- Она́ (Ø) на рабо́те. – Ona (jest) w pracy.
- Я то́же (Ø) студе́нт. – Ja też (jestem) studentem[2].